# تیتی سیاه
تیتی سیاه (نام علمی: Callicebus lugens) نام یک گونه از سرده تیتی است.